# Theo Lewis Weeks
Theo Lewis Weeks (Montserrado, 19 gennaio 1990) è un ex calciatore liberiano, di ruolo centrocampista.

## Carriera

### Club
Dopo aver giocato nel suo Paese natale, nel 2008 si trasferisce in Turchia, cominciando a giocare nell'Ankaraspor. In seguito gioca anche a Cipro ed in Azerbaigian.

### Nazionale
Conta varie presenze con la nazionale liberiana, con la quale ha esordito nel 2008.